# Robert Curson
Robert Curson (Derbyshire, tra il 1160 e il 1170 – Damietta, 6 febbraio 1219) è stato un cardinale inglese.

## Biografia
Studiò prima presso l'Università di Oxford e poi alla Sorbona, studiando presso Pierre le Chantre tra il 1190 ed il 1195, ottonendo il dottorato in teologia; fu condiscepolo di Lotario dei Conti di Segni, futuro papa Innocenzo III.
Fu nominato cardinale presbitero di Santo Stefano al Monte Celio da papa Innocenzo III nel concistoro del 18 febbraio 1212.
Partecipò all'elezione papale del 1216, che elesse papa Onorio III.
Con l'appoggio papale, predicò in Francia una nuova crociata in Terrasanta. Successivamente si aggregò alla crociata del 1218 e sbarcò a Damietta nell'ottobre dello stesso anno, ma morì durante l'assedio nel 1219.